# دفاع سیسیلی
دفاع سیسیلی به انگلیسی(Sicilian defense) نکته : سیسیل در واقع اسم یکی از شهر های ایتالیا است. یکی از محبوب‌ترین گشایش‌های بازی شطرنج است که با حرکت (1. e4 c5) آغاز می‌شود. در حرکت c5 در پاسخ به e4 که به دفاع سیسیلی می‌انجامد در بسیاری از بررسی‌های آماری مسابقات شطرنج‌بازان حرفه‌ای موفق‌ترین پاسخ سیاه شناخته شده‌است. مجله نیو این چس در نشریه سالانه سال ۲۰۰۰ خود نتیجه گرفته‌است که تنها ۵۲٫۳٪ امتیاز بازی‌های سیسیلی به بازیکن سفید رسیده‌است. همچنین ۱۷٪ مجموع بازی‌های بین استادبزرگان و ۲۵٪ بازی‌های منتشر شده در نشریه چس اینفورمنت (Chess Informant این اسم به عنوان خبر چین شطرنج مشهور است) با سیسیلی شروع می‌شوند.
جان نان استاد بزرگ و تئورسین سرشناس انگلیسی محبوبیت سیسیلی را در ماهیت مبارزه‌جویانه آن می‌داند.
نخستین بررسی‌های موجود در مورد گشایش سیسیلی به اواخر سده ۱۶ توسط جیولو پولریو و جیوچینو گرسو شطرنج‌بازان ایتالیایی بازمی‌گردد. اما محبوبیت آن پس از جنگ جهانی دوم آغاز شد.
حرکت پیاده c سیاه در حرکت اول به منظور جلوگیری از d4 سفید و همچنین ایجاد نشدن تقارن (با حرکت e5) است. البته این حرکت برخلاف پاسخ‌هایی همچون e5 یا Nc6 کمکی به گسترش سیاه نمی‌کند و مرکز را در اختیار سفید قرار می‌دهد. در نتیجه سفید در گسترش بازی برتری کسب می‌کند و فرصت حملات خطرناکی را به‌دست می‌آورد. مزیت دیگر سیسیلی برای سیاه در اختیار گرفتن ستون نیمه باز C پس از حرکت d4 سفید و تعویض پیاده c با آن است. دفاع سیسیلی یکی از پیچیده‌ترین روش‌های بازی است و واریانت‌های زیادی مثل نایدورف، دراگون، شونینگن، سوشنیکوف، تایمانف و دراگون شتابان دارد. همچنین در این گشایش محبوب، ساختارهای پیاده ای بسیاری همچون ساختار پیاده ای دراگون، شونینگن و چندین و چند ساختار پیاده ای موجود است. بیشتر شاخه‌های این گشایش به خصوص حملهٔ یوگسلاوی در سیسیلی دارگون بسیار تئوری محور هستند؛ در حدی که اغلب سیسیلی حملهٔ یوگسلاوی در سیسیلی دراگون را تئوری محورترین گشایش کل شطرنج می‌نامند. شاخه‌های دیگر مانند واریانت پیادهٔ سمی در  نایدورف و حملهٔ سوزین ولیمیرویچ در سیسیلی کلاسیک نیز تئوری‌های سنگینی دارند. اما نمی‌توان گفت همهٔ شاخه‌های سیسیلی تئوری محور هستند. برای مثال شاخهٔ کان و بیشتر شاخهٔ سیسیلی شونینگن از تئوری سنگینی تبعیت نمی‌کنند و بازیکن با دانستن اندکی تئوری و طرح‌های اساسی قادر به ادارهٔ بازی و حتی پیروزی خواهد بود. شاید بتوان در درجه دوم محبوبیت سیسیلی را با همین دلیل توجیه کرد: می‌توان از ان در هر سطحی سود برد.

## شاخه‌های باز

### سیسیلی نایدورف
سیسیلی‌های باز به سیسلی‌هایی گفته می‌شوند که در آنها سفید بعد از حرکت اسب f3 در حرکت دوم، در حرکت سوم d4 می‌کند. سیسیلی نایدورف که محبوب‌ترین گشایش در بین استاد بزرگان است، با حرکت a6 در حرکت پنجم مشخص می‌گردد. هدف حرکت a6 در حرکت پنجم، ممانعت از استقرار اسب سفید در b5 و همچنین حمایت از پیشرانی پیاده b7 به خانه b5 با طرح بردن پیاده به خانه b4، منحرف نمودن اسب c3 و در نتیجه گرفتن پیاده e4 است. این واریانت نخست در سال ۱۹۴۰ توسط کارل اپچینسکی مطرح شد و پس از آن میگوئل نایدورف تئوری زیادی به این گشایش وارد نمود. این گشایش که شاید مهیج‌ترین شاخه دفاع سیسیلی باشد، سلاح مورد علاقه بابی فیشر و گری کاسپارف بوده‌است. سفید در برابر این گشایش می‌تواند شیوه‌های مختلفی من جمله حمله فیشر، حمله انگلیسی، واریانت فیل e2، و واریانت فیل g5 را بیازماید.

### سیسیلی دراگون
سیسیلی دراگون با فیانگتو نمودن فیل f8 آغاز می‌شود. سیسیلی دراگون را شاید بتوان حفظیات‌ترین گشایش در بین تمامی گشایش نامید. سفید می‌توان در مقابل این گشایش، سیستم‌های مختلفی مانند حمله یوگسلاو، حمله لونفیش، واریانت فیل e2 و واریانت فیانگتو جناح شاهی را امتحان کند. تهاجمی‌ترین شاخه شاخهٔ یوگسلاو است که نیازمند دانش حفظیاتی بسیار عمیق است و به بازی‌های تهاجمی و تاکتیکی ای می‌انجامد. شاخه لونفیش نیز شاخه تاکتیکی دیگری است که سر تا سر پر از حیله و فریب است و اگر سیاه بتواند مرحله شروع بازی را با سلامت به انتها برساند، از وسط بازی خوبی برخوردار خواهد شد. اما شاید واریانت‌های تهاجمی با روحیه هر بازیکنی متناسب نباشد. به این منظور واریانت‌های پوزیسیونی ای همچون فیل e2 و واریانت فیانگتو ایجاد شده‌اند.

### سیسیلی شونینگن
سیسیلی شونینگن یکی از بزرگ‌ترین شاخه‌های سیسیلی است و به علت ساختار پیاده ای خود مشهور است. به این ساختار که متشکل از پیاده‌های e6 و d6 است، ساختار پیاده ای شونینگن یا مرکز کوچک می‌گویند. سیسیلی شونینگن به مستحکم بودن معروف است، اما غیرفعال نیست، شاهد این ادعا نیز بازی‌های گری کاسپارف در برابر کارپف است که هر چند ابتدا از طریق حرکات نایدورف شروع شدند اما بعد به سیسیلی شونینگن تبدیل شدند و کاسپارف با آنها پیروزی‌های مهمی در برابر کارپف به دست آورد که این پیروزی‌ها منجر به ترک حرکت 1.e4 از طرف کارپف شدند. سفید در برابر این شاخهٔ مستحکم می‌تواند سیستم‌های انگلیسی، کرس و سیستم فیل e2 را اتخاذ کند. سیستم انگلیسی همانند سیسیلی نایدورف در اینجا نیز می‌تواند کارساز باشد. سیستم انگلیسی در واقع نام یک روش گسترش و آرایش مهره هاست که سفید در آن حالت مهره‌هایش را در پست‌های تهاجمی قرار می‌دهد. سفید در سیستم انگلیسی فیل سیاه روی خود را در e3، فیل سفید رنگش را در b3، d3 یا e2 و وزیر خودش را در d2 قرار می‌دهد. هدف سفید در سیستم مذکور متمرکز نمودن نیروهایش بر روی جناح شاه سیاه و راه انداختن طوفان پیاده ای در این جناح است. به این منظور سفید بایستی قلعه بزرگ برود تا بتواند بدون مشکل پیاده‌های جناح شاه را براند. پیاده f سفید در سیستم وظیفه دارد در خانه f3 باشد تا علاوه بر مستحکم نمودن مرکز، پیشروی g2_g4 و h2_h4 را حمایت نماید. امکان دیگر انجام حرکت فیلم e2 از طرف سفید است. این نیز یک روش گسترش مهره‌ها در سیسیلی است که نسبتاً آرام و پوزیسیونی است. این سیستم در برابر دراگون، نایدورف، شونینگن و سیسیلی کلاسیک کارساز است. حرکت اصلی و تهاجمی‌ترین حرکت، حرکت g4 در حرکت ششم است که به کرس سیستم معروف است. این شاخه بسیار دولبه است و مهم‌ترین گزینه برای گرفتن پیروزی در برابر سیسیلی شونینگن است. در برابر این سیستم سیاه می‌تواند پیشروی پیاده g سفید را با حرکت h6 مدتی عقب بیندازد یا کاملاً نسبت به حرکت مذکور بی اعتنا بماند. در این سیستم اگر سیاه بتواند شعله‌های ابتکار عمل سفید را در اول بازی خاموش نماید، به سوی آخر بازی ای نسبتاً برنده خواهد رفت زیرا ساختار پیاده ای سیاه کاملاً سالم است لیکن اکثراً پیاده h سفید منفرد است و می‌تواند در آخر بازی یک ضعف تلقی گردد.

### سیسیلی کلاسیک
سیسیلی کلاسیک که با حرکت اسب به c6 در حرکت پنجم از سایر شاخه‌ها متمایز می‌شود، یکی دیگر از شاخه‌های اصلی است. نکته مثبت این سیستم نسبت به سایر شاخه‌های سیسیلی که تا اکنون بررسی شده‌اند، گسترش سوار در حرکت پنجم است (در سیسیلی شونینگن، نایدورف و دراگون در حرکت پنجم یک حرکت با پیاده انجام شده‌است) این شاخه پس از نایدورف پرتکرارترین شاخه در بین استاد بزرگان است. سیسیلی کلاسیک اکثراً بازی‌های نه چندان دشواری به طرفین می‌دهد. سفید قادر است است سه شیوه را اتخاذ نماید، فیل g5، فیل e2 و فیل c4. فیل g5 سیستم اصلی است و بازی نه چندان پیچیده‌ای نصیب طرفین می‌کند. از این حیث مطلوب مبتدیان است. سیستم فیل e2 در برابر سیسیلی کلاسیک نسبت به سیستم فیل e2 برابر نایدورف یا دراگون چندان پرطرفدار نیست زیرا در اینجا برخلاف شاخه‌های مذکور سیاه یک سوار گسترش داده‌است و عملکرد آرام و پوزیسیونی به علت گسترش سوار توسط سیاه چندان مطلوب سفید نیست. سیستم فیل c4 نیز تند و تیزترین حالت است.